# Coffin Break
Coffin Break fue una banda estadounidense de hardcore punk y grunge formada en Seattle, Washington en 1987 y disuelta en 1994.
El grupo estaba compuesto por David Brooks (batería), Peter Litwin (guitarra y vocales), Rob Skinner (bajo y vocales) y Jeff Lorien (guitarra).

## Historia
Coffin Break se formó en Seattle a finales de la década de 1980, durante el tiempo en el que el grunge empezaba a hacerse popular, sin embargo, el grupo evitó el sonido alternativo naciente, tomando sus influencias del punk rock.
Coffin Break realizó su primer show en 1987 con el grupo NOFX en el teatro Community World Theater. A lo largo de su carrera musical, realizaron 15 giras en los Estados Unidos, 4 giras por Canadá y dos giras en Europa, teniendo la oportunidad de compartir el escenario con muchos de los grupos de la escena grunge y punk del momento como Bad Religion, The Melvins, Big Drill Car, Social Distortion, GWAR, Agnostic Front, Soundgarden, Nirvana, TAD, Moral Crux, Dagnasty, D.O.A., No Means No, Goo Goo Dolls, Bomb, Sick of It All, Biohazard, Surgery, Cows, The Lunachicks, Mudhoney, Unsane, The Offspring, L7, Primus, 7 Year Bitch, The Gits, Poison Idea, Leeway y otros.
La banda lanzó sus dos primeros álbumes de larga duración y una compilación de C/Z Records entre 1988 y 1989, y luego con el sello discográfico Epitaph Records lanzó dos álbumes más en 1991 y 1992 antes de separarse a principios de 1994. 
Tanto el bajista Rob Skinner como el guitarrista Peter Litwin escribieron las canciones para el grupo, y según comunicados del grupo, ambos muestran una marcada diferencia entre sus estilos de composición. Kurt Cobain mencionó al grupo como una de sus bandas favoritas, al igual que Meat Puppets.
Luego de la separación, Rob Skinner pasó a formar su grupo musical Pop Sickle con los miembros de Gits y Alcohol Funnycar, y por otra parte, Peter Litwin pasó a formar la banda Softy con los miembros de Gruntruck y Hammerbox y en 2003 formó Plaster por la disolución de su grupo anterior, y David Brooks toca la batería en los grupos The RC5, The Bratz y Big Grizzly.

## Influencias
Los miembros de la banda han citado como influencias a los grupos Bad Religion, Discharge, The Jam, The Ramones, Black Sabbath, Motörhead, The Beatles, Black Flag, Dr. Know, Circle Jerks, Social Distortion, GWAR, Slayer, Led Zeppelin, Adolescents, Angry Samoans, NOFX, The Notwist, The Damned, Prong, Swans, Lemonheads y The Buzzcocks.

## Discografía

### Álbumes de estudio
- Psychosis (C/Z Records, 1989)
- Rupture (C/Z, 1989)
- No Sleep 'Til the Stardust Motel (compilation) (C/Z, 1991)
- Crawl (Epitaph Records, 1991)
- Thirteen (Epitaph Records, 1992)

### EP
- Noise Patch b/w Boxes 'N Boxes/ Obsession" Live EP (C/Z Records, 1988)

### Compilaciones
- Another Damned Seattle Compilation (Dashboard Hula Girl Records, 1991)-"Love Song"
- Hard to Believe: Kiss Covers Compilation (C/Z, 1992)—"Beth"

## Miembros

### Miembros actuales
- David Brooks - batería (1988-1994)
- Peter Litwin - guitarra, vocales (1987-1994)
- Rob Skinner - bajo, vocales (1987-1994)
- Jeff Lorien - guitarra (en el álbum Thirteen) (1992-1994)

### Antiguos miembros
- Brad Jones - guitarra (1987)
- Steve Corliss - batería (1987)